# Dusona memorator
Dusona memorator là một loài tò vò trong họ Ichneumonidae.